# Estaires
Estaires (niederländisch Stegers) ist eine französische Stadt mit 6551 Einwohnern (Stand 1. Januar 2022) im Département Nord in der Region Hauts-de-France. Sie gehört zum Arrondissement Dunkerque und zum Kanton Hazebrouck.

## Geografie
Die Stadt Estaires liegt an der Grenze zum Département Pas-de-Calais, etwa 25 Kilometer westlich von Lille am Fluss Leie (frz. Lys). Nachbargemeinden von Estaires sind Le Doulieu im Norden, Steenwerck im Nordosten, Sailly-sur-la-Lys im Osten, La Gorgue im Süden, Merville im Westen und Neuf-Berquin im Nordwesten.

## Geschichte
Im Ersten Weltkrieg fand in der Region ein langer Grabenkrieg bzw. Stellungskrieg statt. Beide Seiten – die deutsche und die französische bzw. alliierte – unternahmen zahlreiche Offensiven, konnten aber bis etwa 1918 keine nennenswerten Geländegewinne erzielen. Eine deutsche Offensive war die Schlacht an der Lys (französisch la bataille de la Lys) vom 9. April 1918 bis zum 29. April 1918, in Frankreich auch bekannt als 'la quatrième bataille d'Ypres' (Vierte Ypern-Schlacht) oder la bataille d'Estaires. Dadurch hat der Ortsname in Frankreich eine gewisse Bekanntheit.

### Bevölkerungsentwicklung
| Jahr                       | 1962 | 1968 | 1975 | 1982 | 1990 | 1999 | 2007 | 2020 |
| Einwohner                  | 4934 | 5003 | 5350 | 5317 | 5434 | 5688 | 5966 | 6501 |
| Quellen: Cassini und INSEE |      |      |      |      |      |      |      |      |

## Sehenswürdigkeiten
- Hôtel de Ville (1928/30, mit Belfried)
- Kirche Saint-Vaast (1927/30)
- Collège Sacré-Cœur (gegründet 1622)

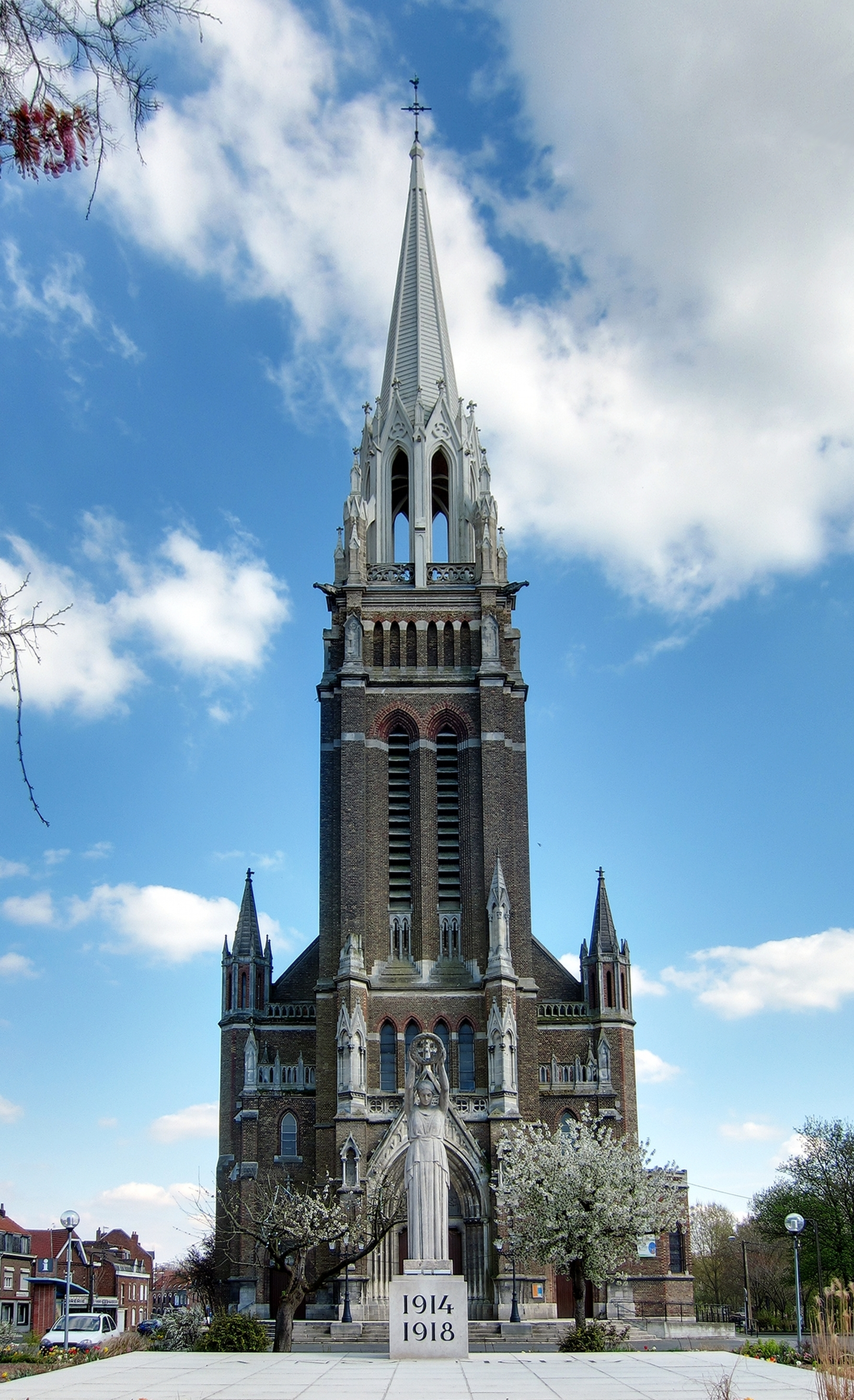
Kirche Saint-Vaast
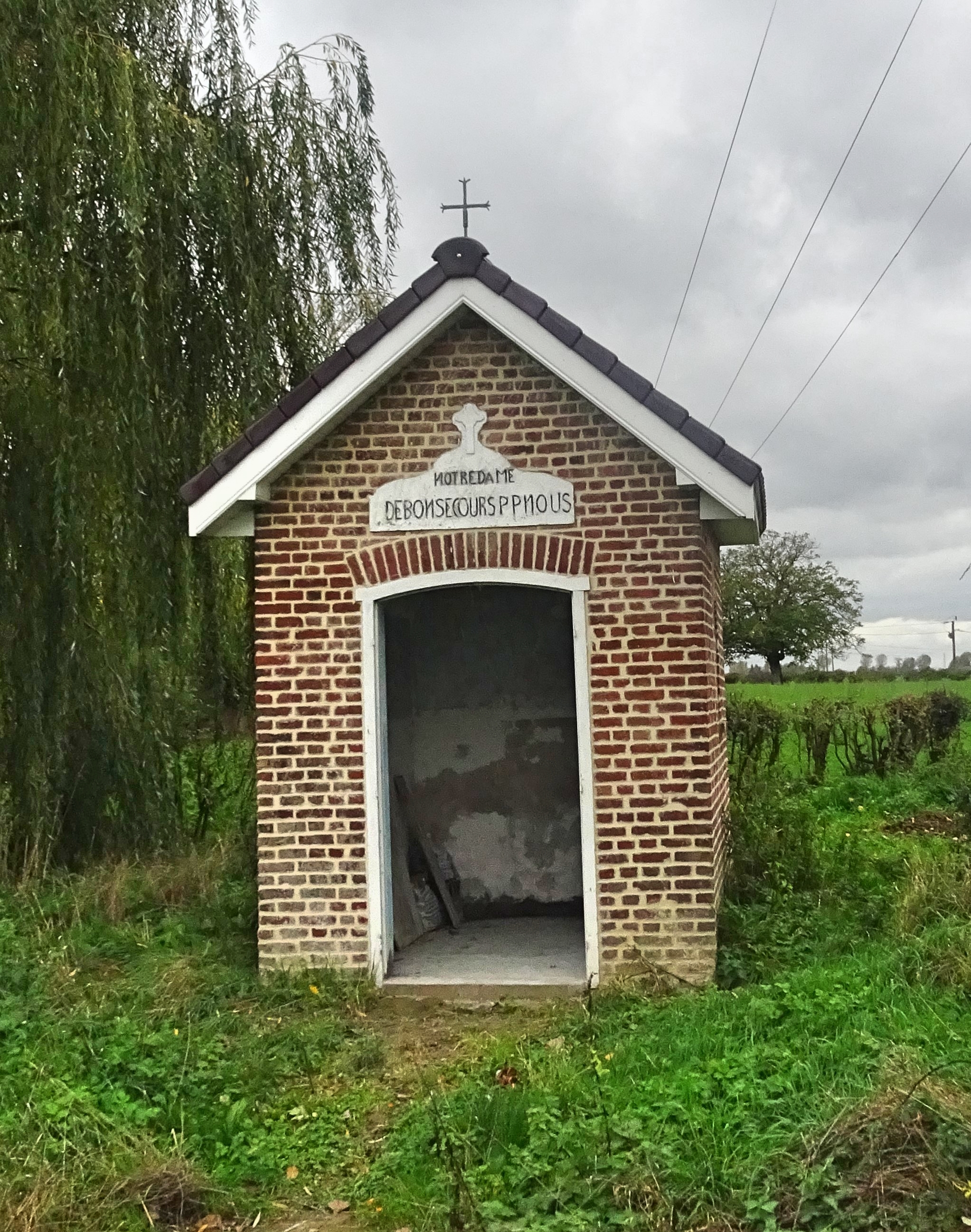
Kapelle Notre-Dame de Bon secours
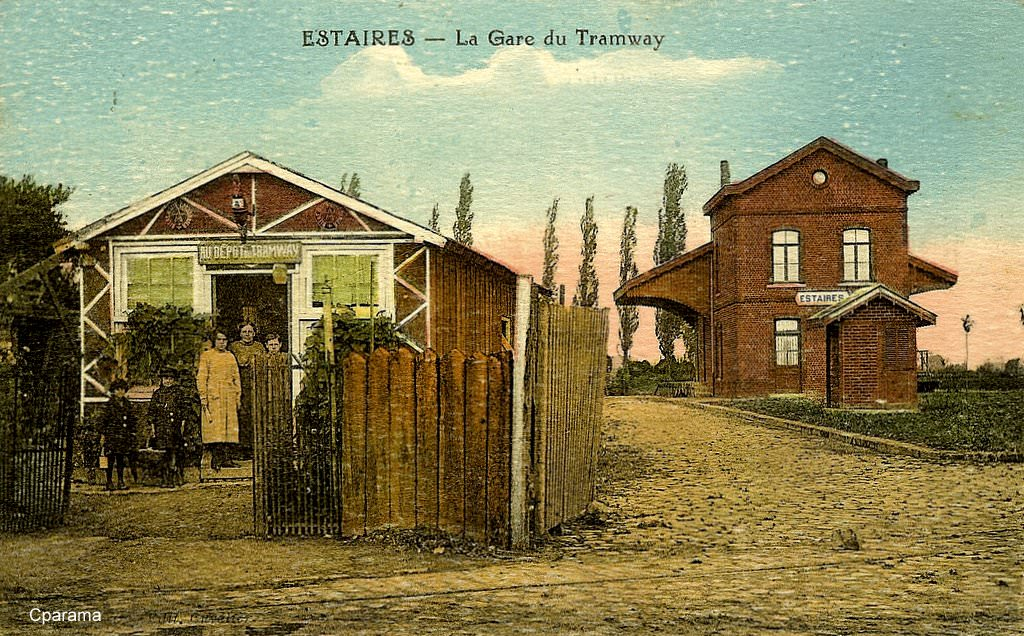
Alte Postkarte des Bahnhofes
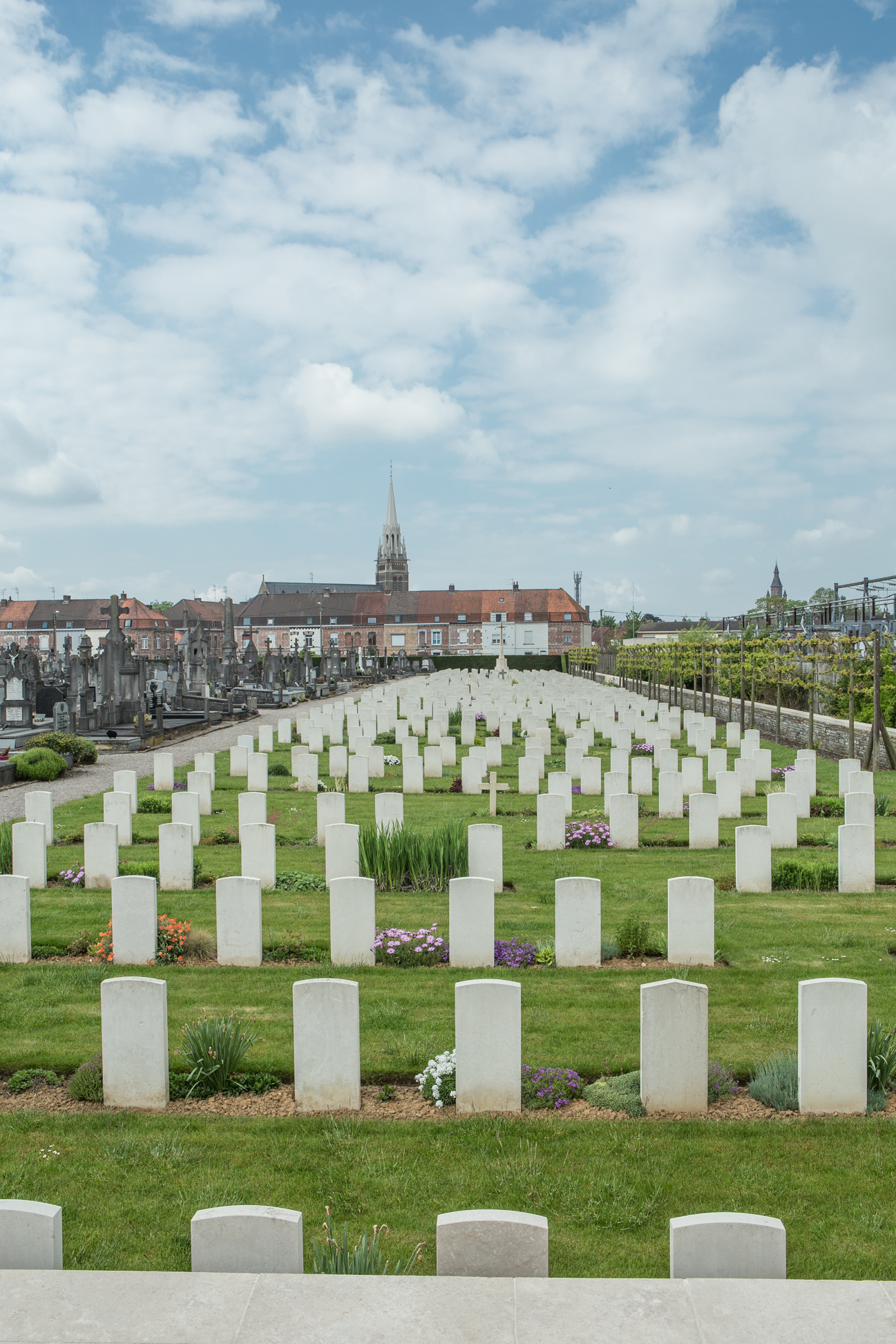
Britischer Soldatenfriedhof

## Persönlichkeiten
- Jehan d’Estaires, Teilnehmer am Ersten Kreuzzug
- Die Grafen von Estaires aus dem Haus Montmorency
- Joseph Candeille (1744–1827), Sänger und Komponist, geboren in Estaires
- Chrétien-César-Auguste Dehaisnes (1825–1897), Kunsthistoriker, geboren in Estaires